# Alexis Sweet
Alexis Sweet, noto anche con lo pseudonimo di Alexis Cahill (Roma, 4 marzo 1963), è un regista italiano.

## Biografia
Di madre italiana e padre inglese di origini russe, Sweet è cresciuto a Londra. Cominciò a lavorare nel cinema inglese nel 1981 e inizialmente svolse i ruoli di aiuto regista e collaboratore; nel 1983 fu assistente di Neil Jordan per il film In compagnia dei lupi, mentre l'anno seguente lavorò nella seconda unità per Indiana Jones e il tempio maledetto di Steven Spielberg, sotto la direzione di Mickey Moore. Per molti anni fu regista degli spot pubblicitari della Pampers.
Dal 1995 al 2003 si dedicò a numerosi documentari in Africa sui parchi nazionali e progetti finanziati dall'Unione europea.
Nel 2004 iniziò la collaborazione con il produttore Pietro Valsecchi dirigendo le prime tre stagioni di R.I.S. - Delitti imperfetti e diverse altre fiction TV targate Taodue. 
Sposato con Dana Palcu. Ha una figlia adolescente, Lucille Sweet.

## Filmografia

### Cinema
- Queen Marie of Romania (2019)

### Televisione
- R.I.S. - Delitti imperfetti – serie TV (2005-2007)
- Il capo dei capi – miniserie TV (2007)
- Intelligence - Servizi & segreti – serie TV (2009)
- Il tredicesimo apostolo – serie TV (2012-2014)
- Il clan dei camorristi – miniserie TV (2013)
- Squadra mobile – serie TV (2015-2017)
- Ultimo - Caccia ai Narcos – miniserie TV (2018)
- Don Matteo – serie TV, undicesima stagione (2018)
- L'isola di Pietro – serie TV, terza stagione (2019)
- Leonardo – serie TV, episodi 1x05-1x06 (2021)
- Più forti del destino – miniserie TV, 4 episodi (2022)
- Buongiorno, mamma! - seconda stagione, co-diretta con Laura Chiossone– serie TV, seconda stagione, 6 episodi (2023)
- I fantastici 5, co-diretta con Laszlo Barbo– serie TV, 6 episodi (2024)
- Viola come il mare - seconda stagione, co-diretta con Laszlo Barbo–serie TV, 12 episodi (2024)

### Documentari
- Niokolo-Badiar (1995)
- Gambie: un fleuve, trois pays (1996)
- Fustingenio (1997)
- Wadi el Rayan (2000)
- SIWA (2001)
- W (2003)

### Pubblicità
- 1998-2002: oltre 100 filmati pubblicitari per Italia, Romania, Germania, Regno Unito, Stati Uniti e Kenya

## Riconoscimenti
- Roma Fiction Fest
  - 2007 – Premio per la regia con Alessandro Angelini e Lucio Pellegrini[4]
  - 2013 – Miglior regia per la categoria "Tv drama" con Alessandro Angelini per Il clan dei camorristi[5]